# Walton County, Florida
Walton County är ett administrativt område i delstaten Florida, USA, med 55 043 invånare. Den administrativa huvudorten (county seat) är De Funiak Springs.

## Geografi
Enligt United States Census Bureau har countyt en total area på 3 206 km². 2 739 km² av den arean är land och 467 km² är vatten.

### Angränsande countyn
- Covington County, Alabama - nordväst
- Geneva County, Alabama - nordöst
- Holmes County, Florida - öst
- Washington County, Florida - öst
- Bay County, Florida - sydöst
- Okaloosa County, Florida - väst